# Henry Johnson (politiker)
Henry Johnson, född 14 september 1783 i Virginia, död 4 september 1864 i Pointe Coupee Parish i Louisiana, var en amerikansk politiker. Han var den femte guvernören i delstaten Louisiana 1824–1828. Han representerade Louisiana i båda kamrarna av USA:s kongress, i senaten 1818–1824 samt 1844–1849 och i representanthuset 1834–1839.
Johnson inledde sin karriär som advokat i Virginia. Han flyttade 1809 till Orleansterritoriet. Louisiana blev 1812 delstat och Johnson kandiderade samma år utan framgång till USA:s kongress.
Senator William C.C. Claiborne avled 1817 i ämbetet. Demokrat-republikanen Johnson tillträdde den 12 januari 1818 som Claibornes efterträdare i senaten. Han avgick 1824 för att kandidera i guvernörsvalet i Louisiana. Johnson vann valet och efterträdde Henry S. Thibodaux som guvernör. Han efterträddes 1828 av Pierre Derbigny.
Johnson fyllnadsvaldes 1834 till representanthuset som whig. Han omvaldes år 1834 och 1836 års kongressval. Han var whig-partiets kandidat i 1838 och 1842 års guvernörsval i Louisiana. Han tillträdde 1844 på nytt som senator för Louisiana. Han efterträddes 1849 av demokraten Pierre Soulé. Johnson kandiderade ännu 1850 till representanthuset men förlorade valet. Han återvände sedan till arbetet som advokat.